# 커스터드 크림

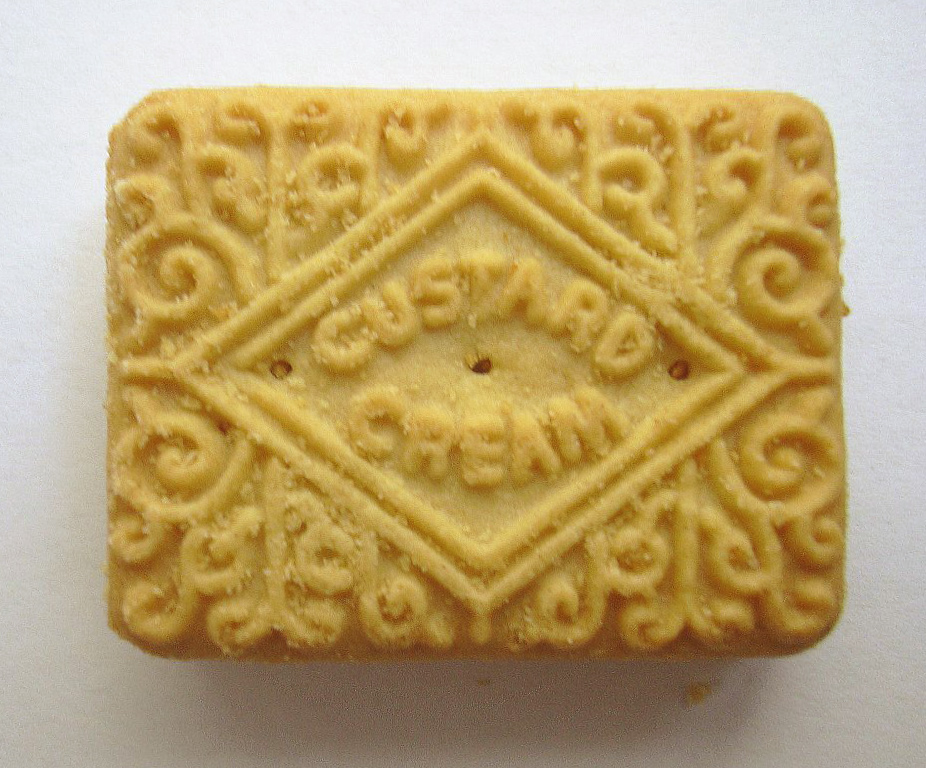
커스터드 크림.

커스터드 크림(custard cream)은 브리튼 제도에서 즐겨먹는 비스킷이다. 비스킷 두장 사이 속을 버터크림으로 채우고, 커스터드를 조금 넣어 맛을 낸다.

## 세계 기록
기네스 세계 기록이 공인한 세계에서 가장 큰 커스터드 크림은 2010년 11월에 잉글랜드 노팅엄 파크 플라자의 Chino Latino 식당의 아마추어 비스킷 마스터 사이먼 모건(Simon Morgan)과 주방장 폴 태커(Paul Thacker)에 의해 만들어졌다. 무게는 15.73 킬로그램 (34.7 lb), 길이는 59 센티미터 (23 in), 너비는 39 센티미터 (15 in), 높이는 6.5 센티미터 (2.6 in)였다.